# 아파치 카산드라

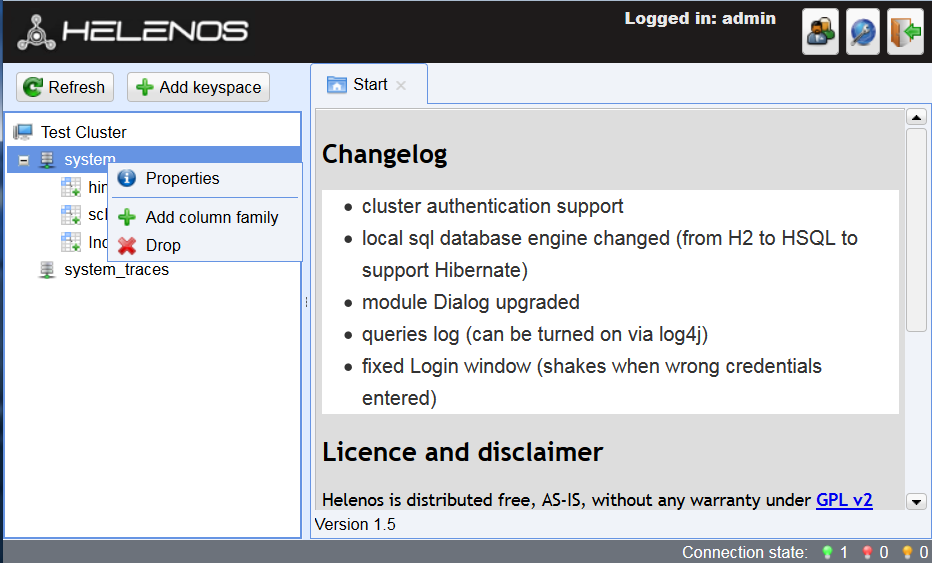
헬레노스(Helenos)는 카산드라를 위한 그래픽 사용자 인터페이스이다.

아파치 카산드라(Apache Cassandra)는 자유-오픈 소스 분산형 NoSQL 데이터베이스 관리 시스템의 하나로, 단일 장애점 없이 고성능을 제공하면서 수많은 서버 간의 대용량의 데이터를 관리하기 위해 설계되었다. 카산드라는 여러 데이터센터에 걸쳐 클러스터를 지원하며 마스터리스(masterless) 비동기 레플리케이션을 통해 모든 클라이언트에 대한 낮은 레이턴시 운영을 허용한다.
카산드라는 또한 성능 면에서 높은 가치를 보인다. 2012년, NoSQL 시스템을 연구하는 토론토 대학교 연구원들은 "확장성 면에서 실험 가운데 분명한 승자가 있다. 카산드라는 모든 실험의 최대 노드 수에서 가장 높은 처리량을 성취한다."고 결론을 내렸으며 그럼에도 불구하고 "높은 쓰기 및 읽기 레이턴시의 대가가 있다"고 이야기하였다.

## 역사
카산드라는 아마존의 다이나모DB(DynamoDB) 설계에 참여한 아비나쉬 락슈만(Avinash Lakshman)과 페이스북의 프라샨트 말릭(Prashant Malik)이 최초로 만들었다. 아마존 다이나모DB의 분산 디자인과 구글 빅테이블의 데이터 모델을 기반으로 설계되었다. 2008년 카산드라는 페이스북에서 떠나 아파치 인큐베이터 프로젝트로 출발했으며, 2010년에 이르러 탑 레벨 아파치 프로젝트로 인정받는다.
0.6부터 4.0까지의 업데이트 이후 내역
| 버전                                                            | 원래 출시일 | 최신 버전 | 출시일     | 상태                             |
| --------------------------------------------------------------- | ----------- | --------- | ---------- | -------------------------------- |
| 0.6                                                             | 2010-04-12  | 0.6.13    | 2011-04-18 | 더 이상 지원하지 않음            |
| 0.7                                                             | 2011-01-10  | 0.7.10    | 2011-10-31 | 더 이상 지원하지 않음            |
| 0.8                                                             | 2011-06-03  | 0.8.10    | 2012-02-13 | 더 이상 지원하지 않음            |
| 1.0                                                             | 2011-10-18  | 1.0.12    | 2012-10-04 | 더 이상 지원하지 않음            |
| 1.1                                                             | 2012-04-24  | 1.1.12    | 2013-05-27 | 더 이상 지원하지 않음            |
| 1.2                                                             | 2013-01-02  | 1.2.19    | 2014-09-18 | 더 이상 지원하지 않음            |
| 2.0                                                             | 2013-09-03  | 2.0.17    | 2015-09-21 | 더 이상 지원하지 않음            |
| 2.1                                                             | 2014-09-16  | 2.1.22    | 2020-08-31 | 더 이상 지원하지 않음            |
| 2.2                                                             | 2015-07-20  | 2.2.19    | 2020-11-04 | 현재 지원함, critical fixes only |
| 3.0                                                             | 2015-11-09  | 3.0.24    | 2021-02-28 | 현재 지원함                      |
| 3.11                                                            | 2017-06-23  | 3.11.10   | 2021-02-28 | 현재 지원함                      |
| 4.0                                                             | 2021-07-26  | 4.0.1     | 2021-09-07 | 최신판                           |
| 범례:오래된 버전오래된 버전, 지원 중최신 버전최신 미리보기 버전 |             |           |            |                                  |

## 같이 보기
- 빅테이블
- 분산 데이터베이스
- 분산 해시 테이블 (DHT)
- NoSQL

## 참고 문헌
- Carpenter, Jeff; Hewitt, Eben (2016년 7월 24일). 《Cassandra: The Definitive Guide》 2판. 오라일리 미디어. 370쪽. ISBN 978-1-4919-3366-4.
- Capriolo, Edward (2011년 7월 15일). 《Cassandra High Performance Cookbook》 1판. en:Packt Publishing. 324쪽. ISBN 1-84951-512-3.
- Hewitt, Eben (2010년 12월 15일). 《Cassandra: The Definitive Guide》 1판. 오라일리 미디어. 300쪽. ISBN 978-1-4493-9041-9.